# Anne-Happy
Anne-Happy (あんハピ♪?, Anhapi, lett. "Anne felice"), anche noto come Unhappy (lett. "Infelice"), è un manga scritto e disegnato da Cotoji, serializzato sulla rivista Manga Time Kirara Forward di Hōbunsha dal 24 dicembre 2012 al 24 novembre 2018. Un adattamento anime, prodotto da Silver Link, è stato trasmesso in Giappone tra il 7 aprile e il 23 giugno 2016.

## Trama
Anne Hanakoizumi è una giovane ragazza allegra e ingenua tanto quanto sfortunata. Durante il suo primo giorno di liceo, fa la conoscenza della timida e introversa Ruri Hibarigaoka, sua salvatrice da un ennesimo sfortunato evento. Per entrambe inizia la loro vita scolastica al prestigioso liceo Tennomifune, dove coincidenza vuole che capitino nella stessa classe 7 insieme alla timida e dolce Botan Kumegawa che diverrà loro amica. Ben presto però le studentesse saranno messe davanti a una grande sorpresa: la classe 7 è un'aula in cui vengono portati gli alunni più sfortunati, che oltre alle normali discipline dovranno impegnarsi per arrivare alla felicità e quindi essere più fortunati. Le avventure seguono la vita allegra e intrepida delle tre ragazze che presto saranno cinque: infatti al gruppo si uniranno anche l'altezzosa e intraprendente Hibiki Hagyū e la fredda Ren Ekoda.

## Personaggi
Anne Hanakoizumi (花小泉 杏?, Hanakoizumi An) / Hanako (はなこ?)
Doppiata da: Yumiri Hanamori
È la protagonista di Anne-Happy. È una ragazza molto allegra e talvolta ingenua, nonché parecchio sfortunata. A causa della sua sfortuna mette sempre a repentaglio la sua vita e quella delle sue amiche che ogni volta la aiutano. Tiene molto alle sue amicizie e ama gli animali, ma ogni qualvolta si avvicina a uno di essi, questi la assalgono e la graffiano. Porta sempre con sé un fermaglio a forma di quadrifoglio regalatole da sua madre.
Ruri Hibarigaoka (雲雀丘 瑠璃?, Hibarigaoka Ruri) / Hibari (ヒバリ?)
Doppiata da: Haruka Shiraishi
È una ragazza molto timida e introversa che fa fatica a fare amicizia. Vive in una grande villa in solitudine per via del fatto che i suoi genitori sono sempre in viaggio per lavoro. Anche se lo riesce ad ammettere con molta difficoltà, tiene particolarmente alle sue amiche, e ogni momento passato con loro le è veramente prezioso. Stranamente ha una cotta per un'insegna dei cantieri, che risale a fin da quando era piccola.
Botan Kumegawa (久米川 牡丹?, Kumegawa Botan) / Botan (ぼたん?)
Doppiata da: Kiyono Yasuno
È una ragazza molto dolce e timida nonché molto fragile. A causa della sua salute cagionevole, ogni volta che accenna a uno sforzo ne risente fisicamente. Proprio a causa di ciò non ha molta fiducia in sé, non riuscendo a capacitarsi di non essere utile alle sue amiche. Infatti le vuole molto bene e cerca sempre di dare il meglio per loro.
Hibiki Hagyū (萩生 響?, Hagyū Hibiki) / Hibiki (ヒビキ?)
Doppiata da: Hibiku Yamamura
È una ragazza dura e fredda dall'atteggiamento tipico delle tsundere, a cui difficilmente si osa rivolgere la parola senza una buona dose di coraggio. Fa la conoscenza di Anne, Ruri e Botan controvoglia, ma anche se lo nasconde, le fa piacere la loro compagnia e cerca sempre di aiutarle cercando di non farglielo notare. È molto legata a Ren, sua migliore amica d'infanzia della quale ha una cotta molto profonda e alla quale non ha mai detto niente.
Ren Ekoda (江古田 蓮?, Ekoda Ren) / Ren (レン?)
Doppiata da: Mayu Yoshioka
È la migliore amica di Hibiki. È una ragazza che difficilmente fa notare le proprie emozioni. È spesso silenziosa o assorta nel sonno; infatti le piace molto dormire. Ha un aspetto androgino, e la si potrebbe scambiare per un maschio, tanto che sia animali sia esseri umani di sesso femminile spesso vengono attirati dalla sua affascinante bellezza. Viene mostrata sempre circondata da numerosi animali.
Kodaira (小平?)
Doppiata da: Yumi Hara
È la professoressa della classe 7. Ha il compito di aiutare gli alunni a superare l'infelicità e la sfortuna attraverso varie sfide e compiti. Osserva molto attentamente il gruppo di Anne, che ritiene essere il più sfortunato di tutti, ed è sempre disponibile ad aiutare le infelici e sfortunate ragazze nel momento del bisogno. Abile e perspicace, a volte sa anche essere dura e fredda.
Timothy (チモシー?, Chimoshī)
Doppiato da: Chitose Morinaga
È la mascotte della classe 7. È un robot molto simile a un coniglio. È molto resistente agli urti ed è impermeabile all'acqua. Durante i vari esami e sfide, ha il compito di fare da guida alle ragazze. Anche se apparentemente sembra essere un normale robot indipendente, in verità è guidato da una misteriosa ragazza bionda di cui si sa ben poco nell'anime.

## Media

### Manga
Il manga, scritto e disegnato da Cotoji, è stato serializzato sulla rivista Manga Time Kirara Forward di Hōbunsha tra il 24 dicembre 2012 e il 24 novembre 2018. Il primo volume tankōbon è stato pubblicato il 12 luglio 2013 e al 9 agosto 2018 ne sono stati messi in vendita in tutto nove. In America del Nord i diritti sono stati acquistati da Yen Press.

#### Volumi
| Nº | Data di prima pubblicazione | Data di prima pubblicazione | Data di prima pubblicazione |
| Nº | Giapponese                  | Giapponese                  |                             |
| -- | --------------------------- | --------------------------- | --------------------------- |
| 1  | 12 luglio 2013              | ISBN 978-4-8322-4319-4      |                             |
| 2  | 12 maggio 2014              | ISBN 978-4-8322-4441-2      |                             |
| 3  | 12 dicembre 2014            | ISBN 978-4-8322-4501-3      |                             |
| 4  | 13 luglio 2015              | ISBN 978-4-8322-4587-7      |                             |
| 5  | 12 aprile 2016              | ISBN 978-4-8322-4684-3      |                             |
| 6  | 11 giugno 2016              | ISBN 978-4-8322-4703-1      |                             |
| 7  | 10 febbraio 2017            | ISBN 978-4-8322-4803-8      |                             |
| 8  | 9 novembre 2017             | ISBN 978-4-8322-4891-5      |                             |
| 9  | 9 agosto 2018               | ISBN 978-4-8322-4969-1      |                             |

### Anime
Annunciato il 24 giugno 2015 sul Manga Time Kirara Forward di Hōbunsha, un adattamento anime, prodotto da Silver Link e diretto da Shin Ōnuma, è andato in onda dal 7 aprile al 23 giugno 2016. Le sigle di apertura e chiusura sono rispettivamente Punch Mind Happiness e Ashita de ii kara (明日でいいから?) delle Happy Clover, un gruppo costituito dalle doppiatrici Yumiri Hanamori, Haruka Shiraishi, Kiyono Yasuno, Hibiku Yamamura e Mayu Yoshioka. In tutto il mondo, ad eccezione dell'Asia, gli episodi sono stati trasmessi in streaming in simulcast, anche coi sottotitoli in lingua italiana, da Crunchyroll.

#### Episodi
| Nº | Titolo italiano Giapponese 「Kanji」 - Rōmaji                                                                                       | In onda        | In onda |
| Nº | Titolo italiano Giapponese 「Kanji」 - Rōmaji                                                                                       | Giapponese     |         |
| 1  | 7 aprile - Uno sfortunato primo giorno di scuola 「四月七日 不幸な入学初日」 - Shigatsu nanoka: fukō na nyūgaku shonichi            | 7 aprile 2016  |         |
| 2  | 11 aprile - L'esame fisico super tecnologico 「4月11日 ハイテクな身体測定」 - Shigatsu jūichinichi: haiteku na shintai sokutei      | 14 aprile 2016 |         |
| 3  | 28 aprile - Il primo allenamento alla felicità 「4月28日 はじめての幸福実技」 - Shigatsu nijūhachinichi: hajimete no kōfuku jitsugi | 21 aprile 2016 |         |
| 4  | 29 aprile - Una misteriosa penalità 「4月29日 ナゾナゾな罰ゲーム」 - Shigatsu nijūkunichi: nazonazo na batsu gēmu                   | 28 aprile 2016 |         |
| 5  | 9 maggio - Perdersi mentre si va a scuola 「5月9日 迷子の登校風景」 - Gogatsu kokonoka: maigo no tōkō fūkei                         | 5 maggio 2016  |         |
| 6  | 30 maggio - Gita tutte insieme 「5月30日 みんなで遠足」 - Gogatsu sanjūnichi: minna de ensoku                                       | 12 maggio 2016 |         |
| 7  | 28 giugno - A casa di Hanako 「6月28日 はなこのお見舞い」 - Rokugatsu nijūhachinichi: Hanako no omimai                              | 19 maggio 2016 |         |
| 8  | 11 luglio - Combattiamo gli esami di fine trimestre 「7月11日 戦う期末試験」 - Shichigatsu jūichinichi: tatakau kimatsu shiken      | 26 maggio 2016 |         |
| 9  | 13 luglio - Una tempestosa lezione di gruppo 「7月13日 波乱の合同授業」 - Shichigatsu jūsannichi: haran no gōdō jugyō               | 2 giugno 2016  |         |
| 10 | 20 luglio - Le nostre vacanze estive 「7月20日～ 私たちの夏休み」 - Shichigatsu hatsuka: watashitachi no natsuyasumi                | 9 giugno 2016  |         |
| 11 | 18 agosto - Una gita tempestosa 「8月18日 嵐の林間学校」 - Hachigatsu jūhachinichi: arashi no rinkan gakkō                          | 16 giugno 2016 |         |
| 12 | 19 agosto - Una gita piena di felicità 「8月19日 幸せな林間学校」 - Hachigatsu jūkyūnichi: shiawase na rinkan gakkō                 | 23 giugno 2016 |         |